# De Saloon (álbum)
De Saloon es el álbum homónimo de la banda chilena del mismo nombre. Originalmente fue editado por el sello de origen argentino GmbH. A mediados del 2006 fue reeditado por el sello El Escarabajo, con nueva carátula y artbook, y 5 temas extras. Esta edición también fue editada en México, después del intento de internacionalización del grupo comenzando por ese país.
Es el primer álbum de estudio del grupo, lanzado 5 años después de que hicieran su aparición en el escenario del Rock chileno con "Esfumar", en 1999. El álbum contó con la producción de los músicos Cristián López y Claudio Valenzuela, integrantes de la banda de rock alternativo Lucybell.
Como sencillos promocionales están "Esfumar" y "Té", ambos considerados temas infaltables en el repertorio de De Saloon. "Té" también contó un video musical -el primero del grupo-, que contó con alta rotación en canales de música nacionales. Generalmente esta canción también la utilizan como tema de cierre en sus conciertos y presentaciones en festivales o similares, por ser una de los favoritas y más emblemáticas del grupo.

## Lista de canciones
Todas las canciones escritas y compuestas por Jean Pierre Duhart. 
| Edición estándar |                    |          |  |
| N.º              | Título             | Duración |  |
| 1.               | «Dos»              | 5:04     |  |
| 2.               | «Té»               | 4:10     |  |
| 3.               | «Vibraciones»      | 3:11     |  |
| 4.               | «Quédate»          | 3:37     |  |
| 5.               | «Brígida»          | 3:34     |  |
| 6.               | «Hombre muerto»    | 3:38     |  |
| 7.               | «Hombre sonriente» | 7:37     |  |
| 8.               | «Esfumar»          | 3:27     |  |
| 9.               | «Fui feliz»        | 3:56     |  |
| 10.              | «Miel»             | 4:55     |  |
| 11.              | «Ultraline»        | 3:59     |  |
| 12.              | «X»                | 4:41     |  |

### Reedición de 2006
- Temas registrados el 4 de marzo de 2005 en la sala master de la Radio Universidad de Chile

| Reedición |                              |          |  |
| N.º       | Título                       | Duración |  |
| 13.       | «Ultraline» (En vivo)        |          |  |
| 14.       | «Miel» (En vivo)             |          |  |
| 15.       | «Hombre sonriente» (En vivo) |          |  |
| 16.       | «A dormir» (En vivo)         |          |  |
| 17.       | «Acojonante» (En vivo)       |          |  |

## Músicos

### De Saloon
- Jean Pierre Duhart: Voz líder, guitarras, coros, teclados, secuencias y melódica
- Roberto Arancibia: Bajo
- Ricardo Barrenechea: Batería, percusión, clarinete, teclados, vibráfono y órgano

### Músicos invitados
- Claudio Valenzuela: Guitarra eléctrica y voces en "Esfumar"
- Cristian López: Guitarra eléctrica, teclados, secuencias, samples y voces en "Esfumar
- Cristian Espiñeira y Fernando Julio: Contrabajo
- Claudio Figueroa: Trompeta
- Angela Acuña: Cello
- Cuti Aste: Acordeón[1]